# Луций Клодий Помпеян
Луций Клодий Помпеян (на латински: Lucius Clodius Pompeianus) е политик на Римската империя през началото на 3 век.

## Биография
Помпеян произлиза от фамилията Клодии Помпеяни (Claudii Pompeiani) от Антиохия в Сирия. Вероятно е потомък на Тиберий Клавдий Помпеян, който е вторият съпруг на Ания Луцила, дъщерята на Марк Аврелий.
През 202 или 203 г. Клодий Помпеян e суфектконсул по времето на умператор Септимий Север.
Баща или дядо е на Клодий Помпеян (консул 241 г.).